# 알렉산다르 1세 (세르비아)
알렉산다르 1세(세르비아어: Александар I / Aleksandar I, 1876년 8월 14일 ~ 1903년 6월 11일) 또는 알렉산다르 오브레노비치(세르비아어: Александар Обреновић / Aleksandar Obrenović)는 세르비아 왕국의 2대 국왕(재위: 1889년 3월 6일 ~ 1903년 6월 11일)이다. 아내 드라가 마신 간의 사랑으로 이름높았고 1903년 육군 대령 드라구틴 디미트리예비치가 이끄는 육군 장교 그룹 흑수단이 일으킨 5월 타도 쿠데타로 암살당했다.

## 어린 시절
세르비아 왕국의 초대 국왕인 밀란 1세(세르비아 공국의 밀란 4세 공작)와 왕비 나탈리야 오브레노비치 사이에서 태어났으며 1889년 아버지 밀란 1세의 퇴위로 인해 왕위를 이어받았다. 즉위 당시에는 나이가 13세였기 때문에 섭정이 대신 정치를 맡았다.
1893년 17세가 되던 해 첫 번째 쿠데타를 일으켜 의회를 해산하고 전제 군주제를 선포하여 왕실의 권위를 강화했다. 1894년 5월에는 다시 두 번째 쿠데타를 일으켜 이전 1889년에 제정된 자유주의 헌법을 폐지하고 1869년에 제정된 보수적인 헌법을 부활시켰다.
1897년 제1차 그리스-터키 전쟁 당시에는 중립 정책을 취하였으며 1898년 아버지 밀란 1세를 데려와 그 기간 동안에는 실질적인 통치자로 간주되기도 했다.

## 결혼
1900년 여름, 알렉산다르는 갑자기 이전에 사별한 부인 드라가 마신과의 결혼을 발표했는데 그의 어머니였던 나탈리야 오브레노비치는 강력히 반대했으며 둘은 카를로비바리에서 휴가를 보냈다.
그리고 결혼을 반대하던 어머니 나탈리를 추방하고 알렉산다르의 내각 형성에는 큰 어려움이 뒤따랐으며 1900년 8월 결국 러시아 제국의 니콜라이 2세 등이 참석한 가운데 정식으로 결혼했으나 아직 아버지 밀란과 어머니 나탈리를 비롯한 옛 왕실 가족과 군대는 이를 인정하기 않았다.

## 정치적 화해
세르비아 헌법 역사에서 최초로 알렉산다르 왕과 드라가 왕비의 이중 권력을 체제를 만들었으며 자유 헌법을 제정하고 정당을 조정했으며 드라가 왕비와 니코디예 중위가 후계자로 추측될 정도였다.
당시 경제력은 오스트리아-헝가리 제국에 전적으로 의존하게 되어, 국민들은 더욱 가난해졌으며 기근으로 죽은 자도 많은데 정작 알렉산다르는 그에 대해서는 신경도 쓰지 않았다. 게다가 이로써 의회가 왕실의 영향력으로부터 벗어나게 되자 1903년 3월 다시 세 번째 쿠데타를 일으켜 헌법을 정지시켰고 이는 다시금 군대를 비롯한 전 국민의 분노를 사기에 충분했다.

## 암살
알렉산다르 국왕은 드라가 왕비의 동생 니코디예 루녜비차 중위를 후계자로 선포하는 데 주저하지 않았고 니코디예 중위는 전 국왕 밀란 1세의 이모의 손녀 안카 오브레노비치 공주와 결혼했다.
이에 왕비의 동생이 왕위에 오르는 것을 방지하기 위해 육군 대령 드라구틴 디미트리예비치가 비밀 육군 장교 그룹인 흑수단을 조직하고 알렉산다르 국왕 대신 페타르 카라조르제비치를 새 국왕으로 모시기로 결정했고 후에는 반오스트리아 정서로 오스트리아-헝가리 제국의 황태자 프란츠 페르디난트 대공을 암살한다.
1903년 6월 11일 이른 아침 흑수단은 베오그라드 왕궁으로 쳐들어가 시종들을 살해했고 국왕 부부와 총리 니콜라 파시치는 침실의 비밀 벽장으로 숨었다. 한참 후 이젠 안전하다고 생각한 드라가 왕비가 도움을 요청했으나 이를 들은 흑수단이 다시 쳐들어와 수색을 펼쳐 국왕 부부를 찾아냈다.
국왕 알렉산다르와 드라가 왕비는 총에 맞아 암살되고 시체는 절단되고 배가 갈려 2층 창문에서 정원 비료 더미 위에 던져졌다고 하며 알렉산다르 1세 국왕과 드라가 마신 왕비의 시신은 베오그라드 성 마르카 교회에 안치되었다. 이후 흑수단의 추대로 페타르 카라조르제비치가 페타르 1세로 즉위하면서 오랫 동안 원수 지간이던 오브레노비치 가문과 카라조르제비치 가문이 알렉산다르 왕의 죽음으로 인하여 카라조르제비치 가문은 정권을 쥐게 되었다.